# Zadrzewkowate

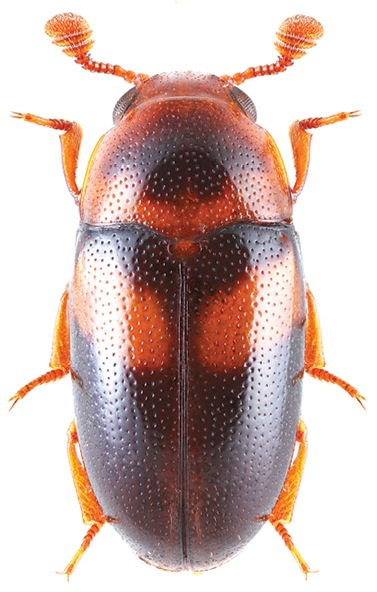
Dacne picta

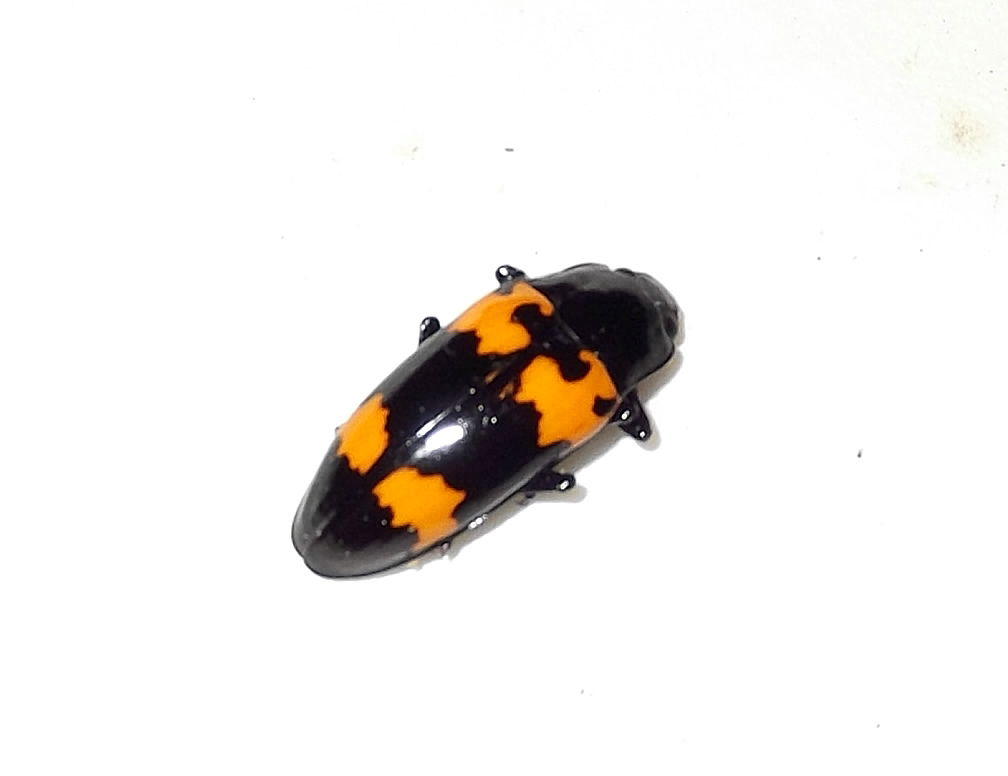
Megalodacne heros

Zadrzewkowate (Erotylidae) – rodzina chrząszczy z podrzędu wielożernych, serii (infrarzędu) Cucujiformia i nadrodziny Cucujoidea. Liczy około 2000 gatunków

## Taksonomia
Rodzina opisana została w 1802 roku przez Pierre’a-André Latreille’a. Dawniej grupowane w buławkoczułkich (Clavicornia).

## Opis
Małe chrząszcze o ciele nie przekraczającym 8 mm długości, wydłużonym do podłużnie owalnego i mniej lub bardziej wypukłym. Głowa o czole gładkim, węższa od przedplecza. Po jej bokach widoczny w postaci wgłębienia lub bruzdek szew między czołem a nadustkiem. Wierzchołek żuwaczek z podwójnym zębem. Czułki 11-członowe, zwieńczone trójczłonową zwykle buławką. Przeplecze zwykle trapezowate i obrzeżone listewką. Pokrywy przykrywające w całości odwłok, punktowane, o wierzchołku z siateczkowatą mikrorzeźbą i dobrze zaznaczonych epipleurach. Stopy pięcioczłonowe, przy czym człon czwarty ukryty jest w trzecim.

## Biologia i ekologia
Chrząszcze o słabo zbadanej bionomii. Prawie wszystkie gatunki przechodzą rozwój w grzybach z rodziny Polyporaceae. Przepoczwarczają się w glebie i tam też zimują świeże imagines.

## Rozprzestrzenienie
Rodzina rozsiedlona na całym świecie. W Europie występuje 29 gatunków, z czego w Polsce 14.

## Systematyka
Rodzina ta podzielona jest na 5 podrodzin:
- Xenoscelinae Ganglbauer, 1899
- Pharaxonothinae Crowson, 1952
- Loberinae Bruce, 1951
- Languriinae Hope, 1840
- Cryptophilinae Casey, 1900
- Erotylinae Latreille, 1802